# Bleikjene (Færøya)
Ne doit pas être confondu avec Bleikjene.
Bleikjene est une île norvégienne du comté de Vestland appartenant administrativement à Fitjar.

## Description
Rocheuse et couvert d'une légère végétation, elle s'étend sur environ 135 m de longueur pour une largeur approximative de 68 m. 